# Mahonia conferta
Mahonia conferta là một loài thực vật có hoa trong họ Hoàng mộc. Loài này được Takeda mô tả khoa học đầu tiên năm 1915.